# بوسه زن عنکبوتی (فیلم ۲۰۲۵)
بوسه زن عنکبوتی (به انگلیسی: Kiss of the Spider Woman) یک فیلم موزیکال آمریکایی به نویسندگی و کارگردانی بیل کاندن است. این یک اقتباس از موزیکال صحنه‌ای به همین نام در سال ۱۹۹۲ اثر ترنس مک‌نالی، جان کاندر و فرد اب است که به نوبه خود بر اساس رمانی به همین نام در سال ۱۹۷۶ اثر مانوئل پوییگ ساخته شده است. همچنین این دومین اقتباس سینمایی از این رمان، پس از فیلم ۱۹۸۵ به کارگردانی هکتور بابنکو است. جنیفر لوپز در نقش اصلی بازی می‌کند.

## داستان
لوئیس مولینا، یک آرایشگر همجنس‌گرا، که در سال ۱۹۸۱ در یک زندان آرژانتینی در جریان جنگ کثیف اتفاق می‌افتد، به اتهام فساد کردن یک خردسال در حال گذراندن محکومیت هشت ساله خود است. مولینا برای فرار از وحشت زندانش، فیلم‌هایی را با بازی یک هنرپیشه سینمای کلاسیک به نام آرورا تصور می‌کند، از جمله نقش زن عنکبوتی که طعمه خود را با یک بوسه می‌کشد. زمانی که یک مارکسیسم، والنتین آرگی پاز، به سلول او آورده می‌شود، زندگی مولینا به هم می‌ریزد و این دو پیوندی بعید ایجاد می‌کنند.

## ساخت
فیلمبرداری اصلی در ۲۱ مارس ۲۰۲۴ در نیوجرسی آغاز شد. در ۱۰ مه ۲۰۲۴، لوپز در لایو با کلی و مارک تأیید کرد که فیلمبرداری در صحنه‌های خود را به پایان رسانده است.